# Weston McKennie
Weston James Earl McKennie (* 28. August 1998 in Fort Lewis, Washington) ist ein US-amerikanischer Fußballspieler. Der Mittelfeldspieler steht bei Juventus Turin unter Vertrag und ist Nationalspieler der Vereinigten Staaten.

## Vereinskarriere

### Anfänge
McKennie lebte ab seinem sechsten Lebensjahr für fünf Jahre in Deutschland, da sein Vater, ein Soldat der U.S. Army, in Kaiserslautern stationiert war. Er begann 2004 beim FC Phönix Otterbach mit dem Fußballspielen. Als er mit seiner Familie in die USA zurückkehrte, schloss er sich 2009 dem FC Dallas an. Auf der renommierten Akademie der Texaner durchlief er alle Jugendabteilungen und schaffte es ins Juniorennationalteam seines Landes. In der Saison 2015/16 erzielte McKennie zwölf Tore.

### FC Schalke 04

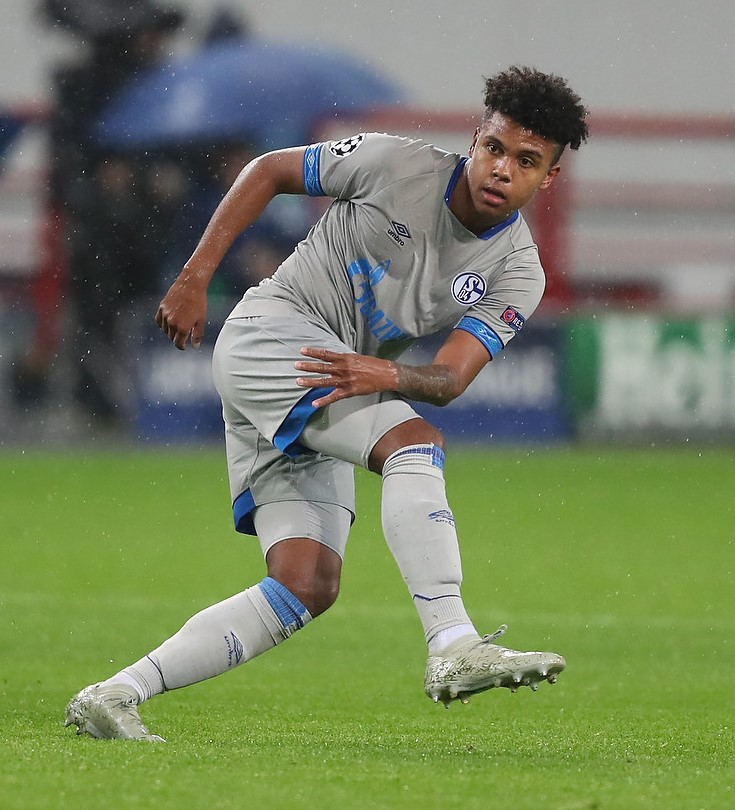
McKennie im Trikot des FC Schalke 04 (2018)

Im August 2016 wechselte McKennie in das Nachwuchsleistungszentrum, die Knappenschmiede, des FC Schalke 04. Der talentierte US-Amerikaner wurde mit hohen Erwartungen verpflichtet und der Perspektive, dass er den Sprung in die Bundesliga-Mannschaft schaffen kann. Da der Wechsel erst mit der Volljährigkeit McKennies vollzogen werden konnte, verpasste er die ersten vier Spieltage der A-Junioren-Bundesliga West. Ab dem fünften Spieltag avancierte er zum Leistungsträger und führte die Mannschaft auch als Kapitän aufs Spielfeld. Von Dezember 2016 bis Anfang Februar 2017 verpasste er aufgrund eines Mittelfußbruchs mehrere Pflichtspiele seiner Mannschaft. In 19 Spielen erzielte McKennie vier Tore und bereitete drei weitere Treffer vor. Als Zweitplatzierter qualifizierte sich das Team für die Endrunde der A-Junioren-Meisterschaft. Dort schied man im Halbfinale aus.
Dank starker Leistungen im Juniorenteam schaffte McKennie den Sprung in den Profikader. Er feierte sein Profidebüt am 20. Mai 2017, dem 34. Spieltag der Bundesligasaison 2016/17, gegen den FC Ingolstadt 04, als er in der 77. Minute für Donis Avdijaj eingewechselt wurde. Am 27. September 2017 verlängerte McKennie seinen Vertrag bis 30. Juni 2022. Am 3. Oktober 2018 erzielte er den 1:0-Siegtreffer im Champions-League-Spiel gegen Lokomotive Moskau und traf damit erstmals für Schalke. Wenige Tage später erzielte er am 7. Spieltag der Saison 2018/19 beim 2:0-Sieg gegen Fortuna Düsseldorf auch seinen ersten Bundesligatreffer.
Im Sommer 2019 verlängerte McKennie seinen Vertrag bei Schalke vorzeitig bis 30. Juni 2024.

### Juventus Turin
Zur Saison 2020/21 wechselte der Mittelfeldspieler für 4,5 Millionen Euro für ein Jahr auf Leihbasis in die italienische Serie A zu Juventus Turin. Bei Erreichen bestimmter sportlicher Ziele war Juventus Turin zum Erwerb der Transferrechte verpflichtet. Wären diese Ziele nicht erreicht worden, hätte der italienische Rekordmeister dennoch eine Option auf eine feste Verpflichtung gehabt. In beiden Fällen betrug die Ablösesumme 18,5 Millionen Euro, die sich um bis zu 7 Millionen Euro hätte erhöhen können. Unter dem Cheftrainer Andrea Pirlo fand sich McKennie gut in seiner neuen Mannschaft ein. So kam der Mittelfeldspieler in der Champions League in allen sechs Gruppenspielen zum Einsatz (viermal von Beginn) und erzielte ein Tor. Ende Januar 2021 gewann er mit dem italienischen Supercup seinen ersten Titel im Vereinsfußball; beim 2:0-Sieg gegen die SSC Neapel stand er über die volle Spielzeit auf dem Platz. Nach 21 Ligaeinsätzen (14-mal von Beginn), in denen er vier Tore erzielte, erwarb Juventus Turin Anfang März 2021 zu den ausgehandelten Konditionen (lediglich die möglichen Bonuszahlungen verringerten sich auf 6,5 Millionen Euro) die Transferrechte an McKennie, der einen neuen Vertrag bis zum 30. Juni 2025 erhielt.

## Nationalmannschaft
Ab der U17 durchlief er alle Juniorenteams der USA.
Sein erstes Spiel für die A-Mannschaft der USA absolvierte er am 14. November 2017. Beim Freundschaftsspiel in Faro gegen den amtierenden Europameister Portugal gelang ihm nach 21 Minuten zum 1:0-Zwischenstand gleich sein erster Treffer. Das Spiel endete 1:1. Im Spiel der CONCACAF Nations League gegen Kuba (7:0) schoss McKennie binnen 13 Minuten drei Tore und erzielte so den schnellsten Hattrick der Verbandsgeschichte.

## Spielweise
McKennie ist flexibel im Mittelfeld einsetzbar, agiert bevorzugt im defensiven Mittelfeld – nimmt also die Position des klassischen „Sechsers“ ein. Zudem spielt er gelegentlich als Rechtsverteidiger oder auch als Mittelstürmer. Auf der Position des Sechsers helfen dem US-Amerikaner seine Physis und seine energische Art Fußball zu spielen. Er trumpft durch ein hohes Arbeitspensum sowie sein technisches Leistungsvermögen auf.

## Erfolge und Auszeichnungen
Juventus Turin
- Italienischer Pokalsieger: 2020/21, 2023/24
- Italienischer Supercupsieger: 2020

Persönlich
- Fußballer des Jahres in den Vereinigten Staaten: 2020